# St. Wolfgang (Weiler)

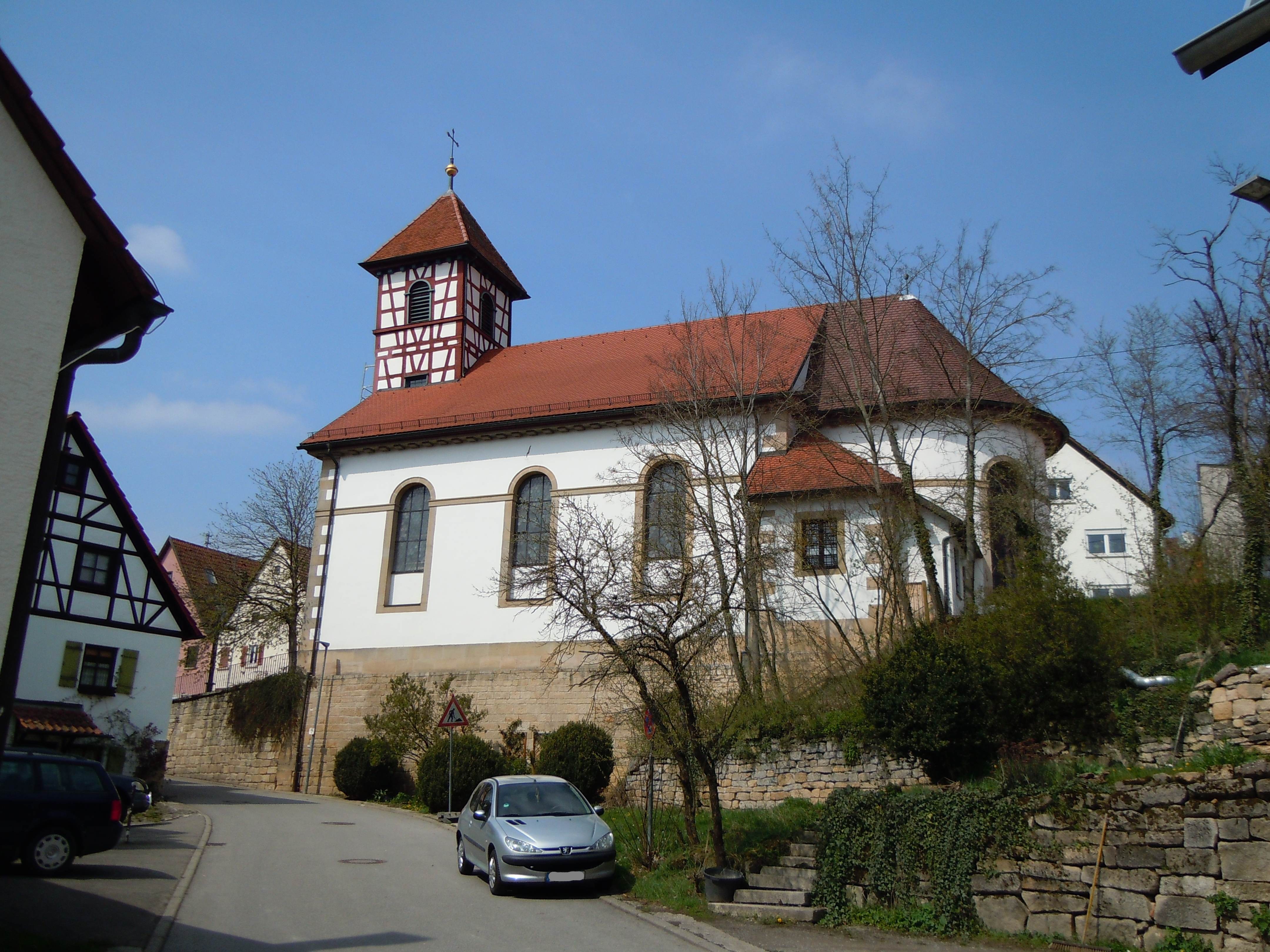
St. Wolfgang in Weiler

Die römisch-katholische Pfarrkirche St. Wolfgang steht in Weiler, einem Stadtteil von Rottenburg am Neckar im Landkreis Tübingen in Baden-Württemberg. Die Kirchengemeinde gehört zum Dekanat Rottenburg in der Diözese Rottenburg-Stuttgart. Das Bauwerk ist beim Landesamt für Denkmalpflege Baden-Württemberg als Kulturdenkmal eingetragen.

## Beschreibung
Die Saalkirche wurde 1828 anstelle einer spätgotischen Kapelle im Kameralamtsstil errichtet. Sie besteht aus einem Langhaus, einem eingezogenen, halbrund geschlossenen Chor im Osten und einem Dachturm im Westen, dessen obere Geschosse, die die Turmuhr und den Glockenstuhl beherbergen, in Holzfachwerk ausgeführt sind, und der mit einem Pyramidendach bedeckt ist.
Im Innenraum befinden sich die lebensgroßen, hölzernen Statuen des heiligen Remigius und des heiligen Mauritius. Die Orgel wurde 1986 als Opus 189 von Stehle Orgelbau errichtet.